# 小林弘樹
小林　弘樹一（こばやし　ひろき　1966年〈昭和41年〉9月?日- ）は、日本の陸上自衛官。第8代陸上総隊司令官。階級は陸将。出身職種は施設科。

## 略歴
静岡県出身。1991年（平成2年）3月に防衛大学校（34期）を卒業し、陸上自衛隊入隊。第4施設団長、陸上幕僚監部装備計画部長、第8師団長、陸上幕僚副長、中部方面総監などを歴任し、2025年（令和7年）3月24日より第8代陸上総隊司令官。